# Автошлях Т 1804
Автошлях Т 1804 — автомобільний шлях територіального значення у Рівненській та Хмельницькій областях. Пролягає територією Рівненського, Шепетівського та Хмельницького районів за маршрутом: Корець — Славуту — Антоніни.
Основна (проїжджа) частина дороги має ширину 6—8 м, загальна ширина 10—12 м. Покриття — асфальт. Місцями кам'яне і щебеневе. Загальна довжина — 108 км.

## Маршрут
Автошлях проходить через такі населені пункти:
| Автошлях Т 1804     |        |
| Рівненська область  |        |
| Рівненський район   |        |
| Корець              | E40М06 |
| Хмельницька область |        |
| Шепетівський район  |        |
| Мухарів             |        |
| Шагова              |        |
| Кутки               |        |
| Зубівщина           |        |
| Селичів             |        |
| Берездів            |        |
| Дяків               |        |
| Красносілка         |        |
| Ганнопіль           |        |
| Глинники            |        |
| Губельці            |        |
| Славута             | Н25    |
| Ташки               |        |
| Варварівка          |        |
| Радошівка           |        |
| Ізяслав             | Т 2313 |
| Топори              |        |
| Топірчики           |        |
|                     | Н02    |
| Сахнівці            |        |
| Влашанівка          |        |
| Нове Село           |        |
| Свириди             |        |
| Хмельницький район  |        |
| Велика Салиха       |        |
| Антоніни            | Т 2324 |
| Перетин із Т 2314   |        |